# Kappa Orionis
Désignations
Kappa Orionis (κ Ori / κ Orionis), également nommée Saïph, est la 6e étoile la plus brillante de la constellation d'Orion. Sa magnitude apparente varie légèrement autour de 2,06. D'après la mesure de sa parallaxe annuelle par le satellite Hipparcos, l'étoile est située à environ ∼ 650 a.l. (∼ 199 pc) de la Terre.

## Propriétés
Kappa Orionis est une étoile supergéante bleue de type spectral B0,5 Ia. C'est une variable de type Alpha Cygni, dont la magnitude apparente varie entre 2,04 et 2,09.

## Noms
Saïph (forme internationale : Saiph) est le nom propre de l'étoile qui a été approuvé par l'Union astronomique internationale le 20 juillet 2016. Il s'agit d'un nom traditionnel qui vient de l'arabe saïf al jabbar, l'épée du géant. Le nom était attribué à l'origine par les arabes aux trois étoiles qui forment l'Épée d'Orion (θ, c et ι Ori). Il est attribué erronément à κ Ori par Giuseppe Piazzi dans son influent Catalogue des étoiles paru à Palerme au début du XIXe siècle.